# Isthmohyla pseudopuma
Isthmohyla pseudopuma es una especie de anfibios de la familia Hylidae.
Habita en Costa Rica y el oeste de Panamá. Su rango altitudinal oscila entre 865 y 2400 m s. n. m..
Sus hábitats naturales incluyen montanos secos, marismas intermitentes de agua dulce, pastos, plantaciones, jardines rurales y zonas previamente boscosas ahora muy degradadas
Está amenazada de extinción por la destrucción de su hábitat natural.